# Малофеев, Михаил Васильевич
Михаил Васильевич Малофеев (род. 16 января 1951) — советский футболист, нападающий, тренер.

## Биография
Младший брат Эдуарда Малофеева. С девяти лет стал заниматься в детской школе группы подготовки команды «Авангард» Коломна, тренер Станислав Храбров. Регулярно играл в команде старшего возраста на позиции нападающего. В 17 лет стал привлекаться к матчам «Авангарда» в классе «Б». В 1968 году получил приглашение в сборную РСФСР. По окончании сезона имел возможность отправиться на сборы юношеской сборной СССР, которая под руководством Евгения Лядина готовилась к юниорскому турниру УЕФА 1969 года, но остался в «Авангарде».
Получил приглашение в московский «Спартак» после товарищеского матча в июле 1969 года, но после встречи с председателем клуба «Динамо» Минск генерал-майором Василием Шкундичем перешёл в команду, за которую играл брат Эдуард. Отыграл четыре сезона в дублирующем составе, был капитаном. За основную команду провёл три неполных матча в чемпионате СССР в 1971—1972 годах. У Малофеева обострились симптомы бронхиальной астмы, которой болел с детства, и он был вынужден закончить выступления в командах мастеров, отыграв вторую половину сезона-1973 во второй лиге за «Спартак» Рязань. Вернувшись в Коломну, играл в чемпионате области за «Оку», к тридцати годам окончательно завершив карьеру футболиста.
Работал тренером в «Спартаке» Рязань (1984), «Динамо» Киров (1987). В «Урожае» Останкино тренировал Александра Мостового. Вывел команду из Краснодарского края во вторую лигу, но из-за Чеченской войны вернулся в Коломну.